# Арієль Пейкс
Арієль Пейкс (англ. Ariél Stanley Pakes; нар. 1949) — професор економіки, співавтор моделі Беррі-Левінсон-Пейкс.

## Біографія
Здобув бакалаврську ступінь (B.A.) в 1971 році і магістерський ступінь (M.A.) з відзнакою в 1973 році в Єврейському університеті в Єрусалимі. Потім магістерську ступінь (M.A.) в 1976 році і докторську ступінь (Ph.D.) в 1979 році в Гарвардського університеті.
Свою викладацьку діяльність розпочав на посаді лектора з економіки в Гарвардському університеті в 1979 році, викладача економіки в 1980—1984 роках, старшого викладача в 1984—1986 роках економіки в Єврейському університеті в Єрусалимі. Був асоційованим професором економічного факультету Університету Вісконсіна у Медісоні в 1986—1988 роках, професором економіки в 1988—1997 роках, Чарльз і Доротея Діллі професор економіки в 1997—1999 роках Єльського університету в 1997—1999 роках. Потім викладав на посаді професора економіки на економічному факультеті Гарвардського університету в 1999—2005 роках.
Був також запрошеним асистентом професора економічного факультету університету Вісконсіна в Мадісоне в 1984—1985 роках, запрошеним науковим співробітником Центру економічного зростання Єльського університету в 1985 році, запрошеним професором економічного факультету Чиказького університету в 1998 році, запрошеним професором економічного факультету Гарвардського університету в 1999 році, запрошеним професором Нью-Йоркського університету в 2005—2006 роках, запрошеним Тріон професором Стенфордського університету в 2015 році, запрошеним Марк і Шейла Вольфсон професором Стенфордського університету в 2018 році.
Наприкінці 2020-х Томас є професором економіки на факультеті економіки Гарвардського університету з 2005 року.

## Нагороди та визнання
- 1986: медаль Фріша[en] за статтю «Патенти як варіанти: деякі оцінки вартості володіння європейськими патентними акціями»;
- 1988: обраний дійсний член Економетричного товариства;
- 2002: обраний дійсний член Американської академії мистецтв і наук;
- 2004: включено до списку Who's Who in Economics;
- 2007: почесний член Товариства промислової організації;
- 2017: премія Жана-Жака Лаффон (яка щорічно визнає всесвітньо відомого економіста, чиї дослідження проводяться в дусі роботи професора Жана-Жака Лаффон[en], і поєднує в собі як теорію, так і емпірику);
- 2017: обраний член Національної академії наук;
- 2017: BBVA Foundation Frontiers of Knowledge Awards в області економіки, фінансів і менеджменту (спільно з Робертом Портером і Тімом Бреснаханом) «за мотивовано важливі і політично значимі питання в прикладної області економіки, які вони розробили методологічно, які мали значний і довготривалий вплив на подальшу роботу в промисловій організації, а також інші прикладні області»;
- 2019: обраний почесним членом Американської економічної асоціації;
- 2019: обраний член Міжнародної асоціації прикладних економістів;
- 2020: премія за краще цитування статті за версією Web of Science за статтю «Ціни на автомобілі у ринковій рівновазі» (спільно з С. Беррі і Дж. Левінсоном);
- 2020: Clarivate Citation Laureates.